# Авунда (річка)
Авунда (крим. Avunda) — гірська річка на Південному березі Криму. Бере початок на кордоні Гурзуфської і Нікітській яйл на висоті понад 1000 метрів над рівнем моря, неподалік від однойменної вершини. Впадає в Чорне море на території Гурзуфу. Протікає по території ДОТ «Перлинний берег» в пробитих скельних траншеях. Всі потоки річки збираються біля санаторію. У нижній течії річка також називається Сюнарпутан (Су-нар-Путан) і Салгир.
Авунда маловодна. Режим річки характеризується літньо-осіннім мінімумом і зимово-весняним максимумом. Після рясних опадів, можливі короткочасні паводки в будь-який час року.
У селищі Гурзуф річку перетинає євроавтошлях E105Н19.